# Міністерство туризму Ізраїлю
Міністерство туризму Ізраїлю (івр. מִשְׂרַד הַתַּיָּרוּת, трансліт. "Місрад га-таярут") — урядова установа Ізраїлю, відповідальна за туризм. Офіс було створено в 1964 році, а Аківа Говрін був першим міністром туризму Ізраїлю. Між 1977 і 1981 роками міністерство туризму було приєднано до Міністерства торгівлі та промисловості. Логотип міністерства зображує біблійних шпигунів, які несуть виноградне гроно зі Святої Землі. 
Основною метою міністерства туризму є залучення зарубіжних гостей до країни. Для цього при міністерстві створено Державну компанію з туризму, яка займається маркетингом, професійним навчанням персоналу, контролем готелів, рекламою тощо. Друге за важливістю завдання міністерства — розвиток внутрішнього туризму, тобто заохочення ізраїльтян до відпочинку у межах країни.